# Związek Piłki Ręcznej w Polsce
La Związek Piłki Ręcznej w Polsce (ZPRP) è la federazione delle associazioni di pallamano polacche.

È stata fondata nel 1918 ed è affiliata alla International Handball Federation ed alla European Handball Federation.

La federazione assegna ogni anno il titolo di campione di Polonia e la coppa nazionale.

Controlla ed organizza l'attività delle squadre nazionali.

La sede amministrativa della federazione è a Varsavia.

## Squadre nazionali
La federazione controlla e gestisce tutte le attività delle squadre nazionali polacche.
- Nazionale di pallamano maschile della Polonia
- Nazionale di pallamano femminile della Polonia

## Competizioni per club
La federazione annualmente organizza e gestisce le principali competizioni per club del paese.
- Campionato polacco di pallamano maschile
- Campionato polacco di pallamano femminile
- Coppa di Polonia di pallamano maschile
- Coppa di Polonia di pallamano femminile